# Macronemurus elegantulus
Macronemurus elegantulus är en insektsart som beskrevs av Mclachlan 1898. Macronemurus elegantulus ingår i släktet Macronemurus och familjen myrlejonsländor. Inga underarter finns listade i Catalogue of Life.